# 경주중학교
경주중학교(慶州中學校)는 대한민국 경상북도 경주시 황오동에 위치한 사립 중학교이다.

## 학교 연혁
- 1938년 2월 19일 : 재단법인 수봉교육재단 설립의 건 인가
- 1938년 2월 19일 : 초대 이사장에 이채우 선생 취임
- 1938년 3월 26일 : 경주공립보통학교 설립의 건 인가
- 1938년 4월 20일 : 경주공립 심상소학교에서 개교
- 1938년 12월 11일 : 본교사(본관) 준공
- 1945년 11월 15일 : 광복 후 초대 교장에 정영만 선생 취임
- 1948년 6월 10일 : 사회 모금에 의한 수봉 선생 동상 제막식 거행
- 1950년 6월 1일 : 학칙변경으로 4년제 중학교로 변경 인가
- 1951년 8월 31일 : 교육법 개정으로 중학교 3년제, 고등학교 3년제로 개편
- 2001년 4월 21일 : 제5대 이사장에 이태형 선생 취임
- 2004년 4월 30일 : 본관 석조 개축 준공
- 2009년 7월 18일 : 교육과학기술부 지정 사교육 없는 학교로 선정
- 2010년 3월 1일 : 자율학교로 지정
- 2011년 5월 25일 : 선진형 교과교실제 선정
- 2020년 3월 1일 : 전체학급 16학급으로 감축
- 2024년 1월 5일 : 제85회 졸업식 거행<졸업생 135명(전체졸업생 24,936명)>
- 2024년 3월 1일 : 제35대 교장에 박진홍 선생 취임

## 참고 자료
- 경주중학교 - 한국교육학술정보원 학교알리미